# 左西孟旦
左西孟旦（英語：Levosimendan）为芬兰欧里昂（orion）公司研发的钙增敏剂类增强心肌收缩力药物，是该类药物中第一个上市的品种。于2000年10月在瑞典首次上市，适应症为急性失代偿性心力衰竭，规格为水针，12.5mg／5ml。

## 外部連結
- 心衰治疗新药 ——左西孟旦[永久]
- 左西孟旦注射液价格接近黄金的500倍　齐鲁制药否认暴利 （页面存档备份，存于）